# Raimund von Stillfried
Il barone Raimon von Stillfried, conosciuto anche come Raimund von Stillfried-Rathenitz (Komotau, 6 agosto 1839 – Vienna, 12 agosto 1911), è stato un fotografo austriaco.

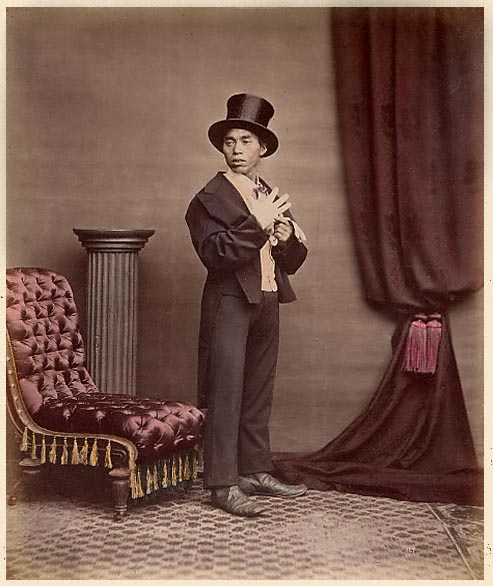
Gentiluomo giapponese in abiti occidentali.

Si arruolò all’Accademia navale imperiale di Trieste per poi inserirsi nella carriera militare; terminata l’accademia, nel 1863 partì per diversi viaggi, tra cui Sud America, Cina e Giappone. Intanto, ebbe una formazione artistica prima a Trieste e poi a Nagasaki, dove arrivò nel 1865 e dove lavorò almeno per un anno per una compagnia, spostandosi successivamente nell’area di Yokohama, centro della vita mercantile. Non si stabilì subito in Giappone; si registrano dei viaggi tra il 1865 e 1867 in Messico e Austria. Ritornò nell’area di Nagasaki nel 1868 in veste di studente, interprete della delegazione della Germania del nord; risiedette anche a Tokyo e lavorò come assistente per il console prussiano fino al 1870. A questo lavoro, però, preferì dedicarsi all’importazione di materiali fotografici e in generale alla fotografia, grazie anche all’aiuto di Felice Beato. Negli ultimi mesi del 1870, infatti, Stillfried viaggiò verso la Dalmazia, la Bosnia e la Grecia, dove scattò numerose fotografie.
Nell’agosto 1871 aprì, con il suo assistente William Willman, il suo studio Baron Stillfried’s Studio nella strada principale di Yokohama; successivamente, il nome cambiò in Messors Stillfried & Co., e l'atelier rimase operativo fino al 1875. Nel 1875 Stillfried si unì a Hermann Andersen e i due rinominarono lo studio Stillfried & Andersen (conosciuto anche come "Japan Photographic Association"). Questa volta lo studio rimase operativo fino al 1885. Nel 1877 Stillfried e Andersen acquisirono lo studio di Felice Beato, e vi si trasferirono a seguito di un incendio nel loro atelier, che distrusse molte delle attrezzature; inoltre, incorporarono nel loro catalogo alcune delle immagini di Beato.
Stillfried fu anche maestro di alcuni tra i primi fotografi giapponesi. Lasciato il Giappone nel 1881, nel 1886 il suo archivio fu incorporato nel catalogo di Kusakabe Kimbei, suo allievo prediletto.